# یواس‌اس آیریس (۱۸۶۳)
یواس‌اس آیریس (۱۸۶۳) (به انگلیسی: USS Iris (1863)) یک کشتی است که طول آن ۸۷ فوت (۲۷ متر) می‌باشد. این کشتی در سال ۱۸۶۳ ساخته شد.